# Neil Young (musikalbum)
Neil Young utkom den 12 november 1968 och är den kanadensiske musikern Neil Youngs solodebutalbum.
Skivan innehåller klassiker som "The Loner", "I've Been Waiting for You" och "The Old Laughing Lady".

## Låtlista
Alla sånger skriva av Neil Young, om annat inte anges.
1. "The Emperor of Wyoming" - 2:14
2. "The Loner" - 3:55
3. "If I Could Have Her Tonight" - 2:15
4. "I've Been Waiting for You" - 2:30
5. "The Old Laughing Lady" - 5:05
6. "String Quartet from Whiskey Boot Hill" (Jack Nitzsche) - 1:04
7. "Here We Are in the Years" - 3:27
8. "What Did You Do to My Life?" - 2:00
9. "I've Loved Her So Long" - 2:40
10. "The Last Trip to Tulsa" - 9:25